# Јапанска лака крстарица Јахаги
Крстарица Јахаги (јап:矢矧 軽巡洋艦) је била трећи од четири брода серије јапанских лаких крстарица класе Агано, и коришћена је у Другом светском рату. Добила је име по реци Агано, која протиче кроз префектуре Нагано, Гифу и Аичи, Јапан.

## Позадина
Лаке крстарице класе Агано, су биле намењене да служе као брзи, лако оклопљени командни бродови група разарача или подморница, и требало је да замене раније класе лаких крстарица које су изграђене одмах након Првог светског рата.

## Служба

### Рани период
Јахаги је грађена у бродоградилишту у Сасебу, и по завршетку комплетирања 29. децембра 1943. године, и краће обуке посаде, она је фебруара 1944. године пребачена у Сингапур ради патролирања код Линга острва. Маја месеца, Агано напушта Сингапур и одлази ка бази Тави Тави - Филипини, заједно са носачима авиона Таихо, Зуикаку и Шокаку, тешким крстарицама Мјоко и Хагуро и разарачима Асагумо, Исоказе, Ураказе, Таниказе, Миназуки, Хацузуки, Вакацуки, Акизуки и Шимоцуки.

### Битке за Филипине
Јапанска операција „А-ГО“ је започела 13. јуна 1944. године, испловљавањем флоте из базе Тави Тави. Јахаги се налазила у саставу Озавиних „снага А“, које је требало да се супротставе америчкој петој флоти у једној „одлучујућој бици“ код Саипана, и била је заставни брод разарача Асагумо, Ураказе, Исоказе, Таниказе, Вакацуки, Хацузуки, Акизуки и Шимоцуки, а задак јој је био заштита носач авиона. Дана, 19. јуна 1944. године, јапански авиони са носач авиона нападају америчку оперативну ескадру ТФ-58, али губе велики број својих авиона у „Великом Маријанском лову на ћуране“. Током битке, крстарица Јахаги и разарач Ураказе спашавају 570 чланова посаде носач авиона Шокаку, који је торпедован и потопљен од америчке подморнице Кавала.
Крајем и јуна и почетком јула 1944. године, Јахаги се налазила у сувом доку у бази Куре, ради ремонта и модернизације. Тада су на њој постављена 2 троцевна против-авионска топа од 25 mm, чиме је број њихових цеви достигао 48, а постављени су и радари; Тип-13 за ваздушно осматрање и Тип-22 за површинско осматрање. Дана, 8. јула 1944. године, Јахаги напушта базу Куре, превозећи јапанске трупе, заједно са јаким снагама јапанске флоте, и плови до Сингапура.
Дана, 22. октобра 1944. године, Јапанци започињу операцију „ШО-ГО“ која доводи до битке у заливу Лејте, и крстарица Јахаги се налазила у секундарном делу централних снага вицеадмирала Курите, као заставни брод 10. флотиле разарача; Кијошимо, Новаки, Ураказе, Јукиказе, Хамаказе и Исоказе. У бици у Сибујанском мору, 24. октобра 1944. године, снаге „А“ су 11 пута нападнуте из ваздуха, од преко 250 авиона који су узлетали са америчких носача авиона из оперативне ескадре ТФ-38; Есекс, Лексингтон, Интрепид, Кабот, Френклин и Ентерпрајс. Том приликом, Јапанцима је потопљен бојни брод Мусаши, а оштећени су бојни бродови Јамато и Нагато, бојни крсташ Харуна, тешке крстарице Мјоко и Тоне, и 3 разарача, док је крстарица Јахаги прошла без оштећења. Такође и у бици код острва Самар, 25. октобра 1944. године, Јахаги пролази без оштећења. Дана, 26. октобра, централне снаге (снаге „А“) су прво нападнуте из ваздуха од 80 палубних авиона у близину острва Панај, а затим од 30 бомбардера Б-24 Либератор и на крају од 60 палубних авиона. Током ових напада, Јахаги нује погођена не једном, и стиже безбедно до Брунеја.

### Крај јапанске морнарице
Дана, 16. новембра 1944. године, 10. флотила разарача је деактивирина, и Јахаги постаје заставни брод ново формиране 2. флотиле разарача, под командом контраадмирала Комуре Кеизоа. Истог дана, крстарица Јахаги добија наређење да се врати у Јапан ради преправке, и остаје у домаћим водама до марта 1945. године.
Крстарица Јахаги, 6. априла 1945. године, узима учешће у операцији „Тен-Го“ – напад на америчку инвазиону флоту код Окинаве. Јахаги заједно са бојним бродом Јамато и 8 разарача напушта у 16:00 сати базу Токујама и креће на своју самоубилачку мисију против америчке флоте.
 У 12:20 сати, 7. априла 1945. године, јапанску групу напада 386 америчких авиона (180 ловца, 75 бомбардера и 131 торпедних бомбардера) из оперативне ескадре ТФ-58.
У 12:46 сати, једно торпедо погађа крстарицу Јахаги у пределу машинског одељења, убијајући комплетно људство у том одељењу, и изазива потпуно заустављање брода. Непокретна крстарица, убрзо постаје лака мета за америчке авионе, и погођена је са најмање 6 торпеда и 12 бомби, током овог напада. Јапански разарач Исоказе је покушао да помогне крстарици Јахаги, али је и он нападнут, тешко оштећен и касније тоне. Крстарица Јахаги се преврће и тоне у 14:05 сати, заједно са 445 члана њене посаде. Контраадмирал Комура и капетан Хара су се налазили међу спашеним, и били су на разарачима Хацушимо и Јукиказе. Преживели са крстарице Јахаги су могли да виде у даљини како се Јамато још увек креће ка југу, борећи се против америчких авиона. Међутим, у стварноси, Јамато се налазио на само пар минута од потонућа.
Крстарица Јахаги је обрисана из списка флоте 20. јуна 1945. године.